# 9 de Lledoners
Els 9 de Lledoners és un cas contra nou activistes acusats de delictes de desordres públics, atemptat contra l'autoritat i lesions, amb la Generalitat de Catalunya, que exerceix com a acusació particular, demanant quinze mesos de presó per a tres dels acusats. Dos dels nou processats estaven acusats també en l'Operació Judes de la Guàrdia Civil a l'Audiència Nacional.

## Història
L'1 de febrer del 2019 un grup d'independentistes van protestar a la carretera d'accés al Centre Penitenciari Lledoners a Sant Joan de Vilatorrada al Bages contra el trasllat dels presos polítics catalans a Madrid abans, però passarien per la presó de Can Brians. Durant la concentració no hi va haver incidents greus, i tan sols es varen muntar algunes barricades. Fou a posteriori que els Mossos d'Esquadra van identificar nou dels manifestants, que dos mesos després van rebre una notificació del jutjat número 8 de Manresa en què se'ls comunicava que estaven sent investigats i se'ls citava a declarar, però no s'hi van presentar. I el 9 de setembre els tornaren a citar, i tres d'ells van anar fins al jutjat, però de nou es negaren a declarar, negaren les acusacions i afirmaren que els aldarulls no van tenir lloc al punt on eren ells. Tots ells foren acusats de desordres públics, robatori amb força, lesions, atemptat contra l'autoritat i risc per a la circulació, i que s'enfrontarien a penes de fins a quinze anys per a cadascun.
La Fiscalia acusà els 9 de Lledoners d'"atemptar contra la pau pública" per presumptament fer barricades amb l'objectiu "d'impedir la circulació dels vehicles". A tres més acusats els demanaria set anys de presó per desobediència i lesions, ja que els acusava d'agredir Mossos d'Esquadra, i per altres sis acusats demanaria tres anys de presó. La Generalitat de Catalunya exerciria d'acusació particular en el cas i demanaria per a tres dels encausats una condemna de quinze mesos de presó, acusant-los a partir de l'atestat dels Mossos d'atemptat contra l'autoritat i lesions. Durant la instrucció del cas, però les acusacions s'anaren rebaixant, però es mantingué l'acusació per part de la Generalitat que demanaria 15 mesos de presó per a tres dels encausats (sis mesos per desordres, sis mesos per atemptat i tres per lesions). Així que arran de la negativa de la defensa dels encausats d'arribar a un acord, el cas arribà a judici.

### Primera sessió del judici
A la primera sessió del judici el 2 de novembre de 2021, les acusacions contra els activistes serien de desordres públics per nou de les acusades, i tres d'elles també per delictes de lesions i atemptats contra l'autoritat. La Fiscalia demanaria sis i set anys de presó respectivament, amb el suport de la Generalitat de Catalunya, que exerciria d'acusació particular. L'agent i caporal de l'Àrea de Recursos Operatius (ARRO) amb Targeta d'Identificació Policial (TIP) 9124, tot i la negativa prèvia a declarar presencialment finalment hauria de personar-se al judici, ja que ell fou un dels policies que l'1 de febrer de 2019 va intervenir al quilòmetre 38 de la carretera C-55, a tocar de la presó de Lledoners, i va identificar els tres acusats que s'enfrontarien a les peticions de pena més grans de privació de llibertat en el cas. En aquell dia segons la minuta policial s'identificà als acusats i s'"observà clarament que havien cridat als agents 'traïdors, deixeu la barricada, fills de puta'" en el moment en què els mateixos Mossos començaven a retirar uns palets que s'havien dipositat al mig de la calçada. El grup de suport als acusats, mantingué la versió que "les tres companyes estaven acusades de delictes de lesions i atemptat contra l'autoritat, tot i no haver-se provocat cap enfrontament amb els Mossos d'Esquadra". El caporal dels Mossos, però aportà al judici un informe mèdic de lesions, elaborat minuts després dels fets a la mútua Asepeyo de Manresa, on constava un dolor a la mà esquerra i a la regió cervical, el que segons el document li suposà un tractament farmacològic antiinflamatori, una fèrula, un embenat elàstic a la mà i la baixa laboral. Seria aquest informe mèdic la prova per sostenir les acusacions del cas per lesions i atemptat contra l'autoritat.
El caporal (que declarà haver sigut apartat de l'ARRO en el moment del judici), assegurà que no estava personat al judici com a perjudicat "sinó per reclamar", però poc després canvià de testimoni i afirmà que sí que estava personat com a perjudicat, i que la Generalitat li defensava els interessos com a personal de la Generalitat. En un principi quatre agents dels mossos d'esquadra explicaren que van rebre cops a les mans, que van tenir alguna contractura cervical i que un d'ells va rebre un cop als genitals, però cap d'ells va poder identificar les persones que els van agredir, ni tampoc concretar qui va col·locar les barricades a la C-55 (consistents en palets, punxes, un cadenat i oli abocat a la calçada) per mirar d'impedir que sortís de Lledoners el comboi amb els presos. Només saberen dir que entre el grup de 200 persones que es van enfrontar amb els Mossos n'hi havia tres a les quals havien identificat una hora i mitja abans. Els advocats de la defensa (David Aranda, Eva Pous, Teresa Rosell i Jordi Rosell) a la primera sessió del judici feren confessar als Mossos que declararen que ni van veure els encausats fent barricades ni van poder veure'ls propinant-los els cops que serien la causa de les lesions denunciades, i tan sols un dels mossos admeté que havia identificat tres dels acusats per "falta de respecte", ja que segons el seu testimoni li "van dir Mossos fills de puta o traïdors", també declarà que tots tres s'identificaren sense problemes.

### Segona sessió del judici
A la segona sessió del judici el 3 de novembre de 2021, s'anunciaria que la Generalitat havia retirat les acusacions de desordres públics i rebaixat les de lesions a lesions lleus, això suposaria que sis dels acusats quedarien absolts, ja que Fiscalia també retiraria l'única acusació que hi havia contra ells de desordres públics. En canvi, però tres dels acusats haurien d'esperar la sentència, ja que Fiscalia mantindria per ells l'acusació de desordres públics pels tres i rebaixaria la petició de delicte per lesions lleus a dos, i l'advocat de la Generalitat rebaixaria el delicte de lesions a lesions greus per a tots tres acusats i retiraria l'acusació de desordres públics per tots tres també mantenint en canvi l'acusació d'atemptat contra l'autoritat. Quedant així una petició de 1,6 anys de presó a sis mesos per part de la Generalitat i d'un màxim de 5 anys de presó per part de la Fiscalia.
La rebaixa en les acusacions es deuria al fet que cap dels policies va poder identificar els acusats com els autors de les presumptes agressions contra la policia, també que l'informe mèdic de primera assistència facultativa no sostenia cap lesió greu. La rellevància del cas arribà al punt que Jordi Turull, Josep Rull, Jordi Cuixart, Jordi Pesarrodona, i Elisenda Paluzie feren acte de presència a les portes dels jutjats de Manresa i expressaren el seu suport als encausats, demanant que la Generalitat retirés les acusacions contra ells. El dia 4 de novembre de 2021, però el Parlament de Catalunya es reafirmà en l'estratègia de garantir la defensa jurídica als Mossos lesionats i la defensa en cas que siguin objecte d'acusació. I així s'aprovà amb una moció presentada per ERC que rebé el suport d'ERC, Junts, PSC-Units, Vox i PPC, amb l'abstenció de Ciutadans i el rebuig de la CUP-NCG i Comuns.